# تكران باشا
تكران باشا أو دكران دابرو باشا هو سياسي شغل منصب ناظر (وزير) خارجية مصر في ثلاث وزارات في أواخر القرن التاسع عشر.

## توليه لنظارة الخارجية
شغل تكران باشا منصب ناظر الخارجية في الحكومات التالية:
- حكومة مصطفى فهمي باشا: من 14 مايو 1891 إلى 17 يناير 1892.
- حكومة حسين فخري باشا: من 15 يناير 1893 إلى 18 يناير 1893.
- حكومة مصطفى رياض باشا: من 19 يناير 1893 إلى 15 أبريل 1894.

1. ↑  "وزراء الخارجية السابقون - وزارة الخارجية". www.mfa.gov.eg. اطلع عليه بتاريخ 2025-02-02.